# Эциони (бригада)
Эциони (ивр. חֲטִיבַת עֶצְיוֹנִי‎), также 6-я бригада и Иерусалимская бригада — пехотная бригада в составе Хаганы и Армии обороны Израиля во время арабо-израильской войны 1948 года . Она была основана в конце 1947 года как подразделение полевого корпуса, ответственное за оборону Иерусалима и его окрестностей, где действовала во время войны вместе с бригадой Харель. Его первым командующим был Исраэль Амир, которого сменил Давид Шалтиэль.

## Состав
В состав бригады входят:
- 9219-й резервный пехотный батальон «Мория»[1];
- 9220-й резервный пехотный батальон «Бейт Хорон»[1];
- 8103-й резервный пехотный батальон «Михмаш»[1];
- 6408-й резервный разведывательный батальон «Йонатан»[1];
- 8173-й резервный инженерный батальон «Ха-Галиль»[2];
- Рота связи бригадного подчинения.

## Основание

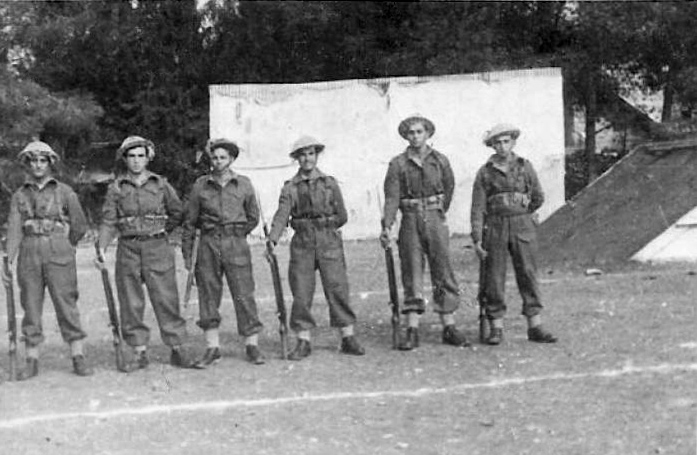
Солдаты Эциони в Русском подворье в Иерусалиме, 1948 год.

Бригада Эциони была создана в рамках решения командования Хаганы от 7 ноября 1947 года о создании на базе корпуса Хиш четырёх пехотных бригад — Леванони, Александрони, Гивати и Эциони. Всего в Эциони было предусмотрено три батальона, а первоначально было развернуто только два: 61-й батальон «Мориа» и 63-й батальон «Михмас». 62-й батальон «Бейт-Хорон» был добавлен в мае 1948 года, а 63-й батальон был расформирован в том же месяце. Бригаде также подчинялись подразделения Гвардейского корпуса и Гадны в районе Иерусалима, всего пять батальонов. В итоге 15 мая Моше Садок из Управления кадров сообщил, что численность бригады составляет 3166 человек.
Район Иерусалима, а значит, и театра военных действий бригады, простирался от Мертвого моря на востоке, Атарота на севере, Гуш-Эциона на юге и Хартува на западе. Согласно плану Далет, работа Этциони заключалась в том, чтобы «занять ключевые позиции на дороге Иерусалим — Тель-Авив и утвердиться в городе Иерусалим». Исраэль Амир, до войны занимавший ряд штабных должностей, был назначен командовать бригадой по рекомендации Моше Снэ .

### Реорганизация

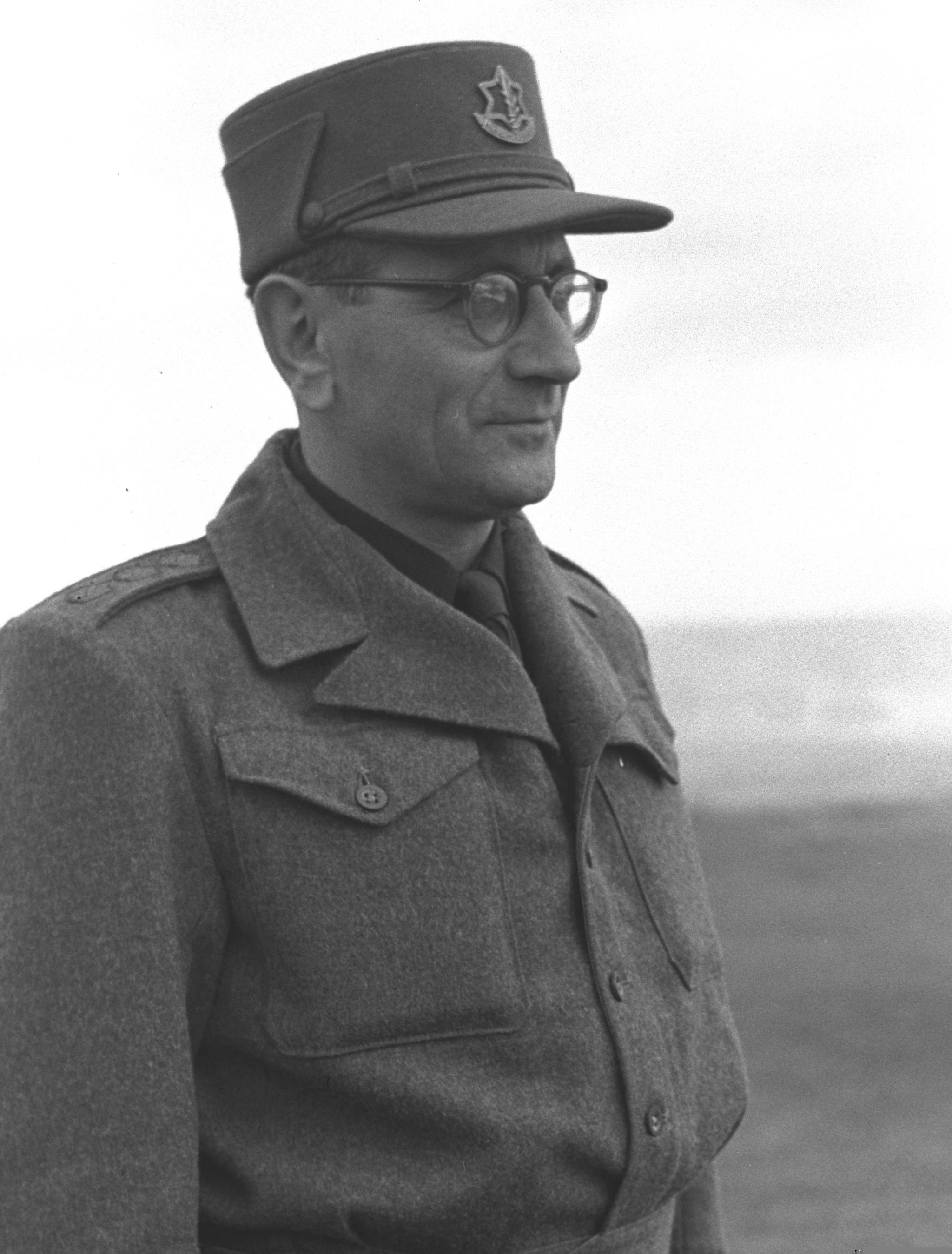
Дэвид Шалтиэль

Перед реорганизацией пехотных сил Хаганы в феврале 1948 года бригада была разделена на два батальона; первый отвечал за северный Иерусалим, Моцу, Атарот и Неве-Яаков, и им командовал Залман Март. Второй батальон отвечал за Старый город и Гуш-Эцион под руководством Шалома Дрора. Однако бригада была не готова к предстоящим боям, а её командир Исраэль Амир не сотрудничал с остальными подразделениями в этом районе.
Давид Шалтиэль, сменивший Амира на посту командира бригады в том же месяце, реорганизовал силы и разделил Иерусалим на пять районов, четыре из которых отошли к корпусу гвардии, а Старый город и южные кварталы отошли к оперативным батальонам (61-й и 63-й). Однако реорганизация не помогла, и в марте 1948 года Шалтиэль заметил, что у подразделения серьёзные проблемы со снабжением и дисциплиной, и в таком темпе Иерусалим не продержится даже до мая. Метод командования Шалтиэля также усугублял проблемы с дисциплиной, пока в июне 1948 года 61-й батальон не восстал и впоследствии до августа 1948 года был переподчинён бригаде Харель В мае 1948 года Исраэль Галили создал штабное подразделение в Эциони, которое базировалось в Тель-Авиве и отвечало за отдаленные и изолированные поселения в районе Иерусалима.
Смена командования также не способствовала сотрудничеству между различными подразделениями в районе Иерусалима. Шалтиэль настаивал на том, чтобы региональное командование отвечало за все подразделения в его районе, включая подразделения Харель, которые, по словам Шалтиэля, выполняли приказы только из штаба Пальмаха в Тель-Авиве . Шалтиэль также был в разногласиях с высшим командованием Хаганы из-за его односторонних соглашений с Иргун и Лехи, которые не были одобрены командованием. Наконец, политические и культурные лидеры Иерусалима не признали полномочия бригады в вопросах безопасности, особенно при Шалтиэле. Гражданское население Иерусалима отказалось предоставить Эциони необходимое топливо и рабочую силу, и Дов Йосеф, глава совета Иерусалима, направил Давиду Бен-Гуриону личную жалобу на методы вербовки Шалтиэля.
Моше Даян сменил Давида Шалтиэля на посту регионального командующего Иерусалимом 25 июля 1948 года, хотя ему не удалось повлиять на значительные территориальные изменения в этом районе. Даян закончил свой срок в феврале 1949 года.

## Операции
Поскольку бригада Этциони имела меньшие оперативные силы (полевой корпус), чем другие бригады, она никогда не покидала театр военных действий в Иерусалиме. Всего в боях за Иерусалим и Гуш-Эцион погибло от 592 до 651 человек, больше, чем потеряла любая другая бригада за всю войну. Из-за нехватки кадров и подготовки среди частей гвардейского корпуса на первых этапах войны Этциони в основном выполнял караульные обязанности, не имея резервных частей для инициирования атак.
Бригада Этциони участвовала в операции «Евусей» (апрель — май 1948 года), первой операции в истории Хаганы, которая проводилась более чем одной бригадой (второй была «Харель»). 61-й батальон 2—3 мая овладел районом Катамон и соединился с изолированным ранее Мекор-Хаимом.
После ухода британцев из Иерусалима в мае 1948 года, после операции «Шфифон» в Старом городе, Эциони при поддержке военизированных формирований «Иргуна» и «Лехи» инициировал операцию «Килшон» по захвату территорий, ранее принадлежавших британцам. Шейх-Джаррах и районы между Йемин-Моше и Рехавией были взяты 14 мая, за ними 15 мая последовали немецкие и греческие колонии, Бака, Кэмп-Алленби и большая часть «Бевинграда». Абу-Тор был захвачен 17-18 мая, что положило конец операции. После операции Килшон бригада Этциони добилась дальнейших небольших успехов, захватив монастырь Нотр-Дам рядом с Новыми воротами 17-18 мая. Одновременная атака на Башню Давида не удалась.
После захвата Иорданским арабским легионом Шейх-Джаррах и входа в Старый город все израильские подразделения в Иерусалиме, включая Эциони, вступили в бой с ним, особенно в северной части Иерусалима между Синедрией и Нотр-Дамом. Атака Легиона на гору Скопус была отражена в основном расквартированными там войсками Эциони.
Бригада была также основной частью в боях при Рамат-Рахели. 22 мая кибуц был взят и разграблен египетскими силами братьев-мусульман после сильного обстрела, но в 17:00 подразделение 61-го батальона отбило деревню и передало её подразделениям своего корпуса охраны. Надолго продержаться в деревне не удалось, и 23 мая арабы снова захватили деревню; Эциони отбил его в ту же ночь, оставив там 75 защитников (50 из Иргуна и 25 из Эциони). Третье совместное нападение «Братьев-мусульман» и «Арабского легиона» произошло 24 мая, и в основном оно было отражено подразделениями «Иргуна». Подкрепления Эциони и Хареля, наконец, вытеснили арабские силы, а также захватили монастырь Мар-Илия на юго-западе.
Во время «Десятидневных сражений» Этциони должен был значительно расширить еврейский контроль над Иерусалимом и его окрестностями, в том числе захватить Старый город. Однако в северном Иерусалиме инициатива принадлежала Арабским легионам, которые атаковали Мандельбаум и Мусрару и привлекли в этот район подразделения ЦАХАЛа. Несмотря на это, Эциони и региональные подразделения Гадны сумели 10-16 июля взять Сионские ворота, аль-Малиху и Эйн-Керем . 62-й батальон Эциони участвовал в операции «Кедем» 16-17 июля с целью захватить Старый город в лобовой атаке (из-за нехватки времени, вызванной надвигающимся прекращением огня), но не смог пробить его стены. Несмотря на некоторые успехи, операция была остановлена объявлением о прекращении огня.
После второго перемирия войны Эциони участвовал в операции «Винодельня» по захвату гор в районе Бейт-Джала, но не справился со своей миссией и отступил. Они также принимали участие в операции «Ха-Хар» по зачистке деревень к западу от Иерусалима.

## После войны за независимость
Бригада Эциони была расформирована после войны в связи с общей реорганизацией АОИ, в результате которой летом 1949 года осталось только три постоянных бригады.
В 1955 году она была воссоздана как резервная бригада Центрального военного округа . В сентябре 1958 года она была передана Южному военному округу и переименована в 14-ю бригаду.
В 2010 году в рамках общей акции в АОИ, направленной на возвращение названий первых бригад в использование, 408-я бригада была выбрана, чтобы носить название бригады «Эциони», а также она получила новый номер 6.